# Tulio Valenzuela
Edgar Tulio "Tucho" Valenzuela (San Juan, 1945 - Buenos Aires, 1978) fue un activista político argentino que formó parte de la organización guerrillera Montoneros.

## Biografía
Vivió en su ciudad natal hasta 1963, cuando emigró a Buenos Aires para estudiar Derecho en la UBA. En la universidad ingresó a la Juventud Peronista, y años más tarde se sumó a Montoneros. Por su militancia, primero fue trasladado a Jujuy, adonde contrajo un fugaz matrimonio, y tiempo después fue nuevamente trasladado a la Regional Rosario. 
En 1972 fue detenido y, como otros presos políticos, fue llevado al Penal de máxima seguridad en Rawson. Luego de la célebre fuga de los dirigentes guerrilleros del ERP, FAR y Montoneros, el 15 de agosto, fue el segundo al mando de los montoneros presos. 
Fue liberado el 25 de mayo de 1973, tras la amnistía general a los presos políticos que decretó el gobierno de Héctor Cámpora.

### De Rosario al largo exilio
De vuelta a la militancia en Rosario, contribuyó al desarrollo de aquella Columna durante 1973. Para 1974 se convirtió en el jefe político y militar de la Columna Rosario de Montoneros, alcanzando el grado de Mayor en la organización, que era el segundo rango en orden de importancia, luego de los oficiales Superiores (Conducción Nacional). 
En diciembre de 1975 ejecutaria al General Jorge Esteban Cáceres Monié junto a su esposa Sra. Beatriz Isabel Sasiaiñ mientras estacionaban su vehículo dejando a sus dos pequeñas hijas sin padres.
Tras el golpe militar de 1976, y producto de la demoledora represión que sufrió la Columna Rosario, Valenzuela parte al exilio con su compañera, Raquel Negro, y el hijo de ella. 
Exiliado recorrerá un extenso trayecto que lo llevó por Costa Rica, Nicaragua, Uganda, Suiza, España, Brasil y Paraguay. Por este último país, finalmente, vuelve a ingresar a Argentina en diciembre de 1977.

### Las caídas
De regreso al país, delatado por su segundo en el mando de la columna, Carlos "Nacho" Laluf, que había sido secuestrado y "quebrado" por el Ejército, fue atrapado el 2 de enero de 1978, en Mar del Plata. También aquel día es secuestrada su compañera con el hijo. Los tres, de inmediato, son trasladados a una quinta en Funes, un pueblo cerca de Rosario, adonde el Ejército tenía concentrada a la cúpula de la Regional (la mayoría de los prisioneros estaban "quebrados", "arrepentidos" y trabajaban para los militares). 
Al llegar a la quinta, Valenzuela percibe rápidamente la particular situación del lugar y simula encontrarse "quebrado" y dispuesto a colaborar con los militares para golpear al núcleo dirigente de Montoneros. En consecuencia, convence al general Galtieri de que está dispuesto a atentar contra Firmenich, quien se encuentra en México. 
Se pone en marcha la Operación México, que consistía en infiltrar a Valenzuela en la reunión que realizaría Montoneros en tierra mexicana y atentar contra el líder máximo de la organización. Para ello, junto a Tulio Valenzuela viajan un montonero "quebrado" (Carlos Laluf) y tres militares. Como garantía de que Valenzuela no se fugará, el Ejército retiene como rehenes a su mujer e hijo. 
El 16 de enero de 1978 llegan a México, y al día siguiente Valenzuela toma contacto con la organización y los pone en conocimiento de los planes militares. Por orden de la Conducción Nacional, el 18 de enero, Tulio denuncia públicamente la Operación México, en conferencia de prensa, además de denunciar lo que ocurre en la quinta de Funes (nombre que tuvo a partir de entonces ese centro clandestino de detención). Esa misma noche las autoridades mexicanas expulsan a los miembros del comando militar.
Para febrero, no obstante, la Conducción de Montoneros somete a Juicio Revolucionario a Tulio Valenzuela, encontrándolo "culpable" de los delitos de traición, delación e instigación. Por traición, el Tribunal revolucionario presidido por Mario Firmenich y Roberto Perdía, entendía que Valenzuela había "colaborado con el enemigo para infiltrar la organización con objeto de asesinar a Firmenich", pese a que el hecho no se había llevado a cabo y aunque precisamente por el accionar de Tulio el asesinato se había evitado. Como sanción, la Conducción degradó a Valenzuela de Mayor a Subteniente (4 rangos menos). 
Cinco meses después, Tulio Valenzuela volvió voluntariamente a Argentina en el marco de la Primera Contraofensiva y, al verse cercado por integrantes de un grupo de tareas de la ESMA, se suicidó ingiriendo una pastilla de cianuro. 
Su mujer Raquel Negro (que estaba embarazada de mellizos), fue llevada a parir y desde entonces permanece desaparecida. El otro niño, hijo de Raquel con una pareja anterior, fue entregado a sus abuelos maternos. En diciembre de 2008, la organización Abuelas de Plaza de Mayo informó a los medios de comunicación argentinos sobre la recuperación de la identidad de la hija Sabrina Gullino Valenzuela Negro nacida en cautiverio en el Hospital Militar de Paraná, junto a un hermano mellizo que aún continúan buscando. Sabrina, es la nieta número 96 recuperada por Abuelas.

### Prisión perpetua y cárcel común
El 12 de mayo de 2017 el Tribunal Oral Federal en lo Criminal N.º 1 de Rosario dictó prisión perpetua y cárcel común a todos los implicados en la causa Guerrieri III.Los acusados por privación ilegítima de la libertad, tormentos y homicidio, son el exagente de Inteligencia Eduardo Costanzo, los ex PCI Walter Pagano, Ariel López, Juan Andrés Cabrera y Rodolfo Daniel Isach (que también era policía durante la última dictadura), y los militares Pascual Guerrieri; Marino Héctor González; Alberto Pelliza; Jorge Fariña y Juan Amelong, integrantes del Destacamento de Inteligencia 121 de Rosario durante los primeros años de la última dictadura.